# Fertilización externa

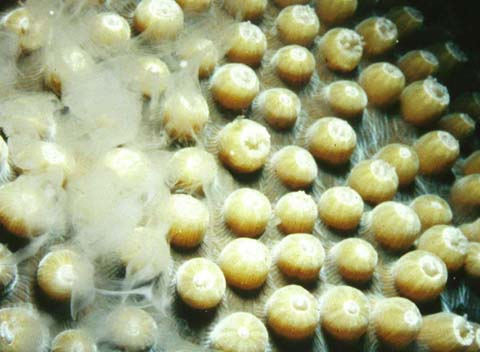
Desove de corales pétreos

La fertilización externa es un modo de reproducción en el que el esperma de un organismo masculino fertiliza el óvulo de un organismo femenino fuera del cuerpo de la hembra. Contrasta con la fertilización interna, en que en esta los espermatozoides se introducen mediante inseminación y luego se combinan con un óvulo dentro del cuerpo de un organismo femenino. La fecundación externa se produce normalmente en el agua o en una zona húmeda para facilitar el movimiento de los espermatozoides hacia el óvulo. La liberación de óvulos y espermatozoides en el agua se conoce como desove. En las especies móviles, las hembras que desovan suelen viajar a un lugar adecuado para liberar sus huevos. Sin embargo, las especies sésiles son menos capaces de desplazarse a los lugares de desove y deben liberar los gametos localmente. Entre los vertebrados, la fertilización externa es común en los anfibios y los peces. Los invertebrados que utilizan la fertilización externa son en su mayoría bénticos, sésiles o ambos, incluidos animales como el coral, las anémonas de mar y los poliquetos tubícolas. Los factores ambientales y el momento en que se producen son retos fundamentales para el éxito de la fertilización externa. Mientras están en el agua, tanto el macho como la hembra deben liberar gametos en momentos similares para fertilizar el óvulo. Los gametos que se desovan en el agua también pueden ser arrastrados, comidos o dañados por factores externos.

## Selección sexual
Puede parecer que durante la fecundación externa no se produce la selección sexual, pero hay formas en las que sí puede ocurrir. Los dos tipos de fertilizantes externos son los constructores de nidos y los desovadores al voleo. Para las hembras constructoras de nidos, la principal elección es la ubicación de donde poner sus huevos. Una hembra puede elegir un nido cercano a donde se encuentra el macho que quiere fertilizar sus huevos, pero no hay garantía de que el macho preferido fertilice alguno de los huevos. Los desovadores al voleo tienen una selección muy débil, debido a la aleatoriedad de la liberación de los gametos.  El éxito de un macho que fertiliza un óvulo depende de la capacidad de los espermatozoides del macho para superar a otros espermatozoides que buscan fertilizar el mismo óvulo. La quimiotaxis de los espermatozoides es el uso de señales químicas para dar a los espermatozoides la capacidad de navegar hacia un óvulo y es un gran contribuyente al éxito reproductivo.

## Invertebrados
Los animales sésiles bénticos que constituyen la mayoría de los invertebrados que utilizan la fertilización externa dependen del movimiento del agua del ambiente en que se encuentran para unir los espermatozoides y los óvulos. Otros invertebrados que fertilizan externamente son organismos como el erizo de mar que están confinados en madrigueras poco profundas en costas expuestas. Los flujos turbulentos en la zona de las olas también crean un transporte de gametos. Las condiciones hidrodinámicas y las propiedades de los gametos controlan la eficiencia de la fertilización porque influyen en la tasa de mezcla del agua. El único dilema con la turbulencia es la posibilidad de dilución del esperma y el óvulo debido a la sobre mezcla. La mezcla rápida en el agua puede causar una menor probabilidad de fertilización. Los animales adultos sésiles suelen producir gametos al mismo tiempo, lo que también se conoce como liberación sincronizada de gametos, para la fertilización externa en la columna de agua. Esto es útil debido a la falta de movilidad que comparten estos organismos. También pueden confiar en la mezcla turbulenta y la movilidad de los espermatozoides para aumentar las posibilidades de fertilización.
La Gran Barrera de Coral es conocida por tener un "desove en masa". Esto ocurre la semana después de la luna llena en octubre. Este evento de reproducción masiva está dado por los corales formadores de arrecifes, que realizan una liberación sincronizada de gametos en una noche desde el atardecer hasta la medianoche. Hasta 130 especies liberan gametos durante este tiempo.

## Vertebrados

### Anfibios
Los primeros anfibios eran todos fertilizantes internos.  La mayoría de los anuros actuales son fertilizantes externos. Los anuros son los anfibios que carecen de cola, como las ranas y los sapos. Los anuros se utilizan comúnmente como organismo modelo para los anfibios, debido al gran tamaño de los huevos, que son fáciles de manipular, la rápida tasa de desarrollo, la alta tasa de fecundidad, la ausencia de participación de los padres y la fertilización externa. Los machos se congregan cerca de un lago o estanque y llaman a las hembras. Las hembras se acercan a la zona, escuchan las diferentes llamadas de los machos y avanzan hacia la pareja que ella elige. Esta es la selección sexual de los anuros. Se ha llegado a saber que las hembras prefieren un macho con una llamada más atractiva, que es también el macho más grande. La cópula se produce cuando un anuro macho salta sobre la espalda de una hembra. Luego se dirigen a un lugar cercano al agua para liberar simultáneamente su esperma y sus huevos. Otros machos de la zona también pueden liberar espermatozoides sobre los óvulos para intentar fertilizarlos. Si la hembra no quiere reproducirse con el macho que salta sobre su espalda, esperará a que el macho se vaya o se trasladará a un nuevo lugar. Los espermatozoides liberados en el agua deben estar muy cerca, llegar primero al óvulo y luego entrar en la capa de gel del óvulo para tener la mejor oportunidad de fertilizarle. Cuando las anuros no están cerca de los óvulos a veces liberan su esperma en nidos de espuma que contienen ovocitos. En el transcurso de la temporada de cría, los machos pueden copular numerosas veces liberando esperma en cualquier lugar donde encuentre huevos no fertilizados o se encuentre con una hembra que esté o quiera desovar. Las hembras, sin embargo, sólo pueden liberar huevos una vez por temporada de cría. Los espermatozoides anuros tienen una alta longevidad y tolerancia osmótica en comparación con los peces de agua dulce.
El orden Caudata contiene todas las salamandras y tritones, anfibios que tienen cola. Dentro de este orden, los únicos subgrupos que se fertilizan externamente son los Cryptobranchidae (salamandras gigantes) Sirenidae, y Hynobiidae. Las hembras liberan sacos de huevos en piedras o ramas y el macho se cierne sobre los huevos para liberar el esperma a ellos. Los machos protegen los huevos y pueden seguir flotando sobre ellos después de la liberación del esperma para disminuir la competencia de los espermatozoides. En algunos casos, los machos pueden incluso agarrarse a las hembras mientras ponen sus huevos para asegurarse de que los fertilicen primero. Otras veces puede haber numerosos machos rodeando un solo saco de huevos. El esperma de los criptobránquidos tiene bastante longevidad. Es unas 600 veces mayor que en los peces de agua dulce, pero menor que la de los anuros.

### Peces
El salmón, el bacalao, la trucha y el salvelino son ejemplos de peces que se fertilizan externamente. Tanto la hembra como el macho liberan sus gametos en el agua, donde se difunden juntos y se fertilizan. Si hay aguas turbulentas o incluso en aguas abiertas y tranquilas, el pez más cercano que libera el esperma tiene más posibilidades de fertilizar los huevos. Si el esperma se libera demasiado pronto, puede llegar a diluirse o morir antes de llegar a los huevos. Si el esperma se libera demasiado tarde, hay una mayor probabilidad de que el esperma de otro pez ya haya llegado a los óvulos. Además, cuanto más rápida sea la velocidad del esperma, así como el número de espermatozoides aumentará las posibilidades de fertilización. Hay casos en los que el macho creará hábitats en un intento de monopolizar a la hembra y aumentar sus posibilidades de fertilizar los óvulos.
Los peces pueden ser iteróparos y desovar más de una vez, pero hay algunos que sólo desovan una vez antes de la muerte, conocidos como semielíparos. Los peces iteróparos generalmente no proporcionan cuidado parental con la fertilización externa. Los espermatozoides presentes en los peces machos son inmóviles mientras están en los testículos y en el líquido seminal, y el entorno de la fertilización determina cuándo los espermatozoides se vuelven móviles. En el salmón, una disminución del potasio en el agua dulce iniciará la motilidad de los espermatozoides. Una disminución de la osmolalidad después del desove en agua dulce hace que el esperma de un pez ciprínido sea móvil.